# Moldavië op het Junior Eurovisiesongfestival 2012
Moldavië nam deel aan het Junior Eurovisiesongfestival 2012 in Amsterdam, Nederland. Het was de derde deelname van het land op het Junior Eurovisiesongfestival. TRM was verantwoordelijk voor de Moldavische bijdrage voor de editie van 2012.

## Selectieprocedure
Op 5 oktober 2012 maakte de Moldavische openbare omroep bekend dat Denis Midone het Oost-Europese land zou vertegenwoordigen op het tiende Junior Eurovisiesongfestival. In Amsterdam zou hij Moldavië vertegenwoordigen met het nummer Toate vor fi.

## In Amsterdam
Op maandag 15 oktober werd er geloot voor de startvolgorde van het Junior Eurovisiesongfestival 2012. Moldavië was als elfde van twaalf landen aan de beurt, na Georgië en voor Nederland. Aan het einde van de puntentelling stond Moldavië op de tiende plaats, met 52 punten.